# Pełcznica (Kąty Wrocławskie)

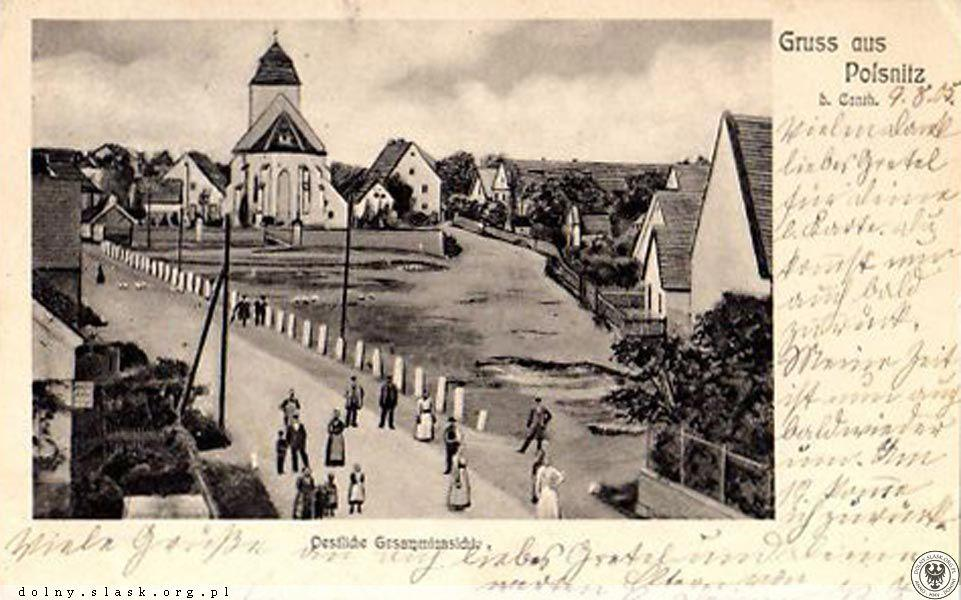
Postkarte

Pełcznica (deutsch: Polsnitz, 1937–1945 Brückenfelde) ist ein Dorf in der Stadt- und Landgemeinde Kąty Wrocławskie (Kanth) im Powiat Wrocławski der Woiwodschaft Niederschlesien in Polen.

## Lage
Nachbarorte sind Samsonowice (Spillendorf) im Westen, Kozłów (Koslau) im Süden, Kąty Wrocławskie (Kanth) im Osten.

## Geschichte
„Polsnicz“ wurde erstmals im Jahre 1148 erwähnt. Nach der Teilung des Herzogtums Schlesien gehörte es 1248/51 zum Herzogtum Breslau. Nach dem Tod Herzogs Heinrich VI. 1335 fiel es als erledigtes Lehen an Böhmen.
Nach dem Ersten Schlesischen Krieg wurde Polsnitz mit dem größten Teil Schlesiens 1741/42 von Preußen erobert. Grundherr war bis zur Säkularisation das Breslauer Vinzenzstift, dem 1845 Gebhard Blücher von Wahlstatt folgte. 1845 zählte das Dorf 64 Häuser, eine Freischoltisei, 561 Einwohner (54 evangelisch und der Rest katholisch), eine katholische Pfarrkirche, ein Widum (eingepfarrt: Koslau, Landau mit Tochterkirche in Gilgenau, Spillendorf, Woigwitz mit Tochterkirche und Krieblowitz), eine katholische Schule mit einem Lehrer und einem Hilfslehrer (eingeschult Koslau und Spillendorf), evangelische Kirche zu Kanth, eine Brennerei, 37 Handwerker und Händler. Das Kirchenpatronat über Kirche und Schule oblag dem Dominium. Polsnitz gehörte bis 1932 zum Landkreis Neumarkt und danach bis 1945 zum Landkreis Breslau. Bereits 1937 wurde es in Brückenfelde umbenannt.
Als Folge des Zweiten Weltkriegs fiel Polsnitz 1945 mit dem größten Teil Schlesiens an Polen. Nachfolgend wurde es in Pełcznica umbenannt. Die einheimische deutsche Bevölkerung wurde, soweit sie nicht schon vorher geflohen war, weitgehend vertrieben. Die neu angesiedelten Bewohner waren teilweise Zwangsumgesiedelte aus Ostpolen, das an die Sowjetunion gefallen war.
Von 1975 bis 1998 gehörte Pełcznica zur Woiwodschaft Breslau.

## Sehenswürdigkeiten
- Römisch-katholische Pfarrkirche St. Nikolaus